# Puente Lebensohn
Puente Lebensohn (conocido también como Puente de Morón) es el nombre que recibe un puente ubicado en el partido de Morón, Provincia de Buenos Aires, Argentina.

## Características
El puente se encuentra en el límite entre las ciudades de Morón y Castelar, partido de Morón, provincia de Buenos Aires.
La estructura une ambos lados del partido (norte y sur) que se encuentran divididos por las vías del Ferrocarril Domingo Faustino Sarmiento.
La arteria vial del puente pertenece a la Ruta Provincial 4. Es un punto neurálgico de tránsito tanto liviano como pesado, al tener conexión entre el Acceso Oeste y la Avenida Rivadavia. Se encuentra a mitad de camino entre las estaciones ferroviarias de Castelar y Morón, y en inmediaciones de los Tribunales de Morón.
En 2018 se le efectuaron obras de renovación integral de su estructura.

## Nombre
El puente recibe el nombre de Moisés Lebensohn quien fuera un político, periodista y abogado argentino, considerado como uno de los ideólogos fundamentales de la Unión Cívica Radical.